# La Sábana (ort i Argentina)
La Sábana är en ort i Argentina.   Den ligger i provinsen Chaco, i den nordöstra delen av landet, 800 km norr om huvudstaden Buenos Aires. La Sábana ligger 62 meter över havet och antalet invånare är 242.
Terrängen runt La Sábana är mycket platt. Trakten runt La Sábana är nära nog obefolkad, med mindre än två invånare per kvadratkilometer.. Det finns inga andra samhällen i närheten.
Trakten runt La Sábana består i huvudsak av gräsmarker.